# 神力契約者M&Y
『神力契約者M&Y』（コントラクター エムアンドワイ）は、暁月あきらによる日本の漫画作品。連載時の話数の単位は「契約（コントラクト）」。

## あらすじ
海難事故が多発する桜崎海岸の調査に訪れた桜葉洸太はそこで津波に飲み込まれそうになるが、朱雀ミコトと白虎優名に謎の力で助けられる。その翌日、転校生としてミコトが新しい副担任として優名がクラスにやって来る。彼等は災害を引き起こす「災獣（サイガイスト）」と戦う「神力契約者（コントラクター）」であった。

## 世界観
本作は「神力契約者」と称する者が「災獣」と呼ばれる怪物と戦うファンタジーであり、文明レベルは2000年代の日本と同様となっている。

### 神力契約者
神力契約者（コントラクター）は「神力」と呼ばれる力と契約を結び、その力の一部を使用することができる人のことである。神力契約者は朱雀と白虎は神力契約者の一員である。神力契約者は「神力」を使用して災獣と戦う。

### 神力
神力契約者が契約によって使用する力のこと。火・水・地・風の4つの属性で構成される。それぞれの属性には発揮される力が強くなる場所と弱くなる場所がある。

### 災獣
災獣（サイガイスト）は、自然災害を起こし襲った人間の魂を喰らい成長すると言われる生物。特に恐怖に侵された人間の魂が好物で、地球の歪んだエネルギーの集合体である「災魂（サイタマ）」から発生する。

### 災獣将
災獣将（サイロード）は新種の災獣である。その実態は明らかにされていない。通常の災獣と異なり、外見が小型で人間に近い。高い知能を持ち、人語を流暢に話すことができる。災獣に比べて高い戦闘能力を持つ。

## 地名
本作の舞台は桜崎市という架空の都市であり、主人公のミコト達は桜崎学園という学校に通っている設定。以下の地名が本作に登場する。
- 美互山
- 春吹山
- 桜崎半島
- 陣奥高原
  - スキー場のある高地だが、今は災獣により寂れている。
- 山麓
- 桜見
- 春吹中央
- 桜崎派出所
- 桜崎新田
- 大城
- 市営墓地嵩薪苑
- 自然暦博物館

## 登場人物

### 主要人物
朱雀ミコト（すざく みこと）
本作の主人公。年齢は12歳。一人称は「ワシ」で、年齢以上に老成した喋り方をする。「うな!」「ジャスティス!」が口癖。バナナが好物で短気にして我が侭、初対面の人間はとりあえず殴るなどエキセントリックな性格をしているが、情に厚い一面もある。神力契約者宗家「朱雀家」の跡取りであり、災滅政府「朱雀」から派遣された神力契約者である。神力は「火」であり、大量の火の神力を取り込むと大人の身体に変化する。従者である優名に近づく男を激しく嫌う。学校指定の制服を着ることはなく、本人曰く心に制服を着ているとのことである。
主な使用技は「神力炎舞（ジャスティスフレアー）」「超神力火炎斬（ジャスティス オブフレイムバード）」「超神力鳳凰斬（ジャスティス・オブクリムゾン・フェニックス）、廉牙と協力することにより四大神力の同時攻撃「神力炎弾（ジャスティスバレット）」である。
白虎優名（びゃっこ ゆうな）
ミコトと同じく災滅政府より派遣された神力契約者の少女。年齢は18歳。「あら」が口癖で、洸太のクラスの副担任を勤めることになる。温和で天然ボケであり、殆どの回ではメイド服などの様々なコスプレで登場する。神力契約者「白虎家」の次女にしてミコトの従者でもあり、ミコトからは「ゆーな」と呼ばれる。学校では、主にミコトの姉ということになっている。神力は「風」で、使用する技は「夏疾風（なつはやて）」、「夏疾風・螺旋（なつはやて・らせん）」。所謂"お色気要員"であり、災獣や災獣将によって服を破かれたりスカートを捲られてパンチラされたりしている。
桜葉洸太（さくらば こうた）
14歳の男子中学生。報道部に所属している。桜崎海岸に調査に訪れた際に津波に飲み込まれそうになるが、朱雀ミコトに助けられる。優名に想いを寄せている。
桜葉菊花（さくらば きくか）
洸太の妹で、12歳の女子中学生。あだ名は「おでこ娘」。優名に助けられた際に優名に惚れる。しかし、逆にミコトには厳しく当たることも。

### 桜崎学園

#### 報道部
ぐっさん
報道部員の少年。眼鏡をかけている。「ぐっさん」はあだ名であり、正確な名前はわからない。口癖は「マジ」。メガネ男子であることに誇りを持ち、さやかに好意を抱いている。地震男に飲み込まれたり、さやかをかばうために怪我をしたりと散々な目に遭うことが多い。
鈴木（すずき）
報道部員の少女。幽霊部員だが、毎日出席している。非常に影の薄い存在で、牛乳瓶の底ような眼鏡をかけている。学校が崩壊しても仕事ができ、優名からコスプレ衣装を貰った。
木村美樹（きむら みき）
報道部員の少女。ぐっさんとはよい喧嘩友達だが、メガネ男子に興味はないようである。優名から婦警のコスプレ衣装を借りて着用する。
眉見彩香
報道部員の少女。優しい性格をしており、優名からメイド服を借りて着用する。

#### その他
田森（たもり）
教師。通称「タモじい」。授業の際はぷるぷる震える。また「明日も○○してくれるかな？」と言う。田森の授業の退屈さは、同じ教師の優名も認めている。
唐須（からす）
PTAの会長。頭から羽のようなものが生えており、カクカクと歩く。

### 神力契約者
青龍魑魅花（せいりゅう ちみか）
「朱雀の里」の巫女室長（メインスキャナー）。年齢は10歳。言葉の「さ行」の語尾が「しゃ・し・しゅ・しぇ・しょ」になる。
龍牙院鮎（りゅうがいん あゆ）
「朱雀の里」の巫女（スキャナー）。魑魅花の部下。
玄武廉牙（げんぶ れんが）
玄武の力を持つ神力契約者の少年。年齢は14歳。契約した神力は「地」「水」「風」。朱雀の里の新力契約者若手No.1と言われる。基本的には礼儀正しく敬語で喋るが優名の前では冷静さを欠いた言動が多く、ミコトに対しては嫌悪感と対抗意識を抱き、冷たく当たっている。「火」以外の能力でミコトを超えて朱雀の里の長となろうとしており、自己中心的な思考をのぞかせることがある。
主な技は「土砂窯倉（ドシャカマクラ）」「白虹閃（ビャッコウセン）」である。

### 災獣
津波型災獣 戦艦顎（せんかんアギト）
島の名所であり、名前の由来でもある崖・戦艦岬に擬態していた災獣。地面を液状化し津波を起こすことが可能。または人間の言葉もある程度話すことができる。鳴き声は「バロロォオ」。
使い魔（つかいま）
戦艦顎の使い魔で、半魚人のような姿をしている。洸太を海中へ引きずり込もうとした。自らの体を液状化して、水道管のような狭いところにも入り込む。鳴き声は「ギルギルッ」。
巨岩崩落型災獣 轟砕坊（ごうさいぼう）
桜崎市に現れた災獣。巨大な岩で街の人間を怖がらせ、恐怖心に満ちた精気を吸収する。ボウリングのフォームで岩を投げる。鳴き声は「ゴルゴルゴォッ」。
地震男（じしんおとこ）
ナマズが擬人化した姿であり、大きな目を持つ。人々を巻き込んで自分の分身を造りミコト達に襲いかかる。本体を倒さない限り無限に増殖・再生するゾンビ型災獣で、一度は全滅したかに見えたが後日再び大量発生して人々を襲った。以前から現れていたらしく、都市伝説として語られていた。鳴き声は「ザッザーッ」。
岩盤地震型災獣 剛腕鯰（ごうわんなまず）カトリーヌ
菊花から出て来た災獣で、地震男の本体である。災獣将・ジュドが育てた特別な剛腕鯰で、通常より高い攻撃力を持つ。巨大な両腕を使っての地震発生のほかにも4本のヒゲから高圧電流を流す。人間の言葉も話せる。鳴き声は地震男と同じ。
雪崩型災獣 銅羅達磨（どらだるま）暴雪丸
手持ちのドラムに暴雪丸と書かれている。廉牙に倒されたが、シロガネによって「雪崩型災獣 銅羅達磨・改」となって復活した。鳴き声は「ダッダダンッ」。
天才型災獣 耶山真美々in楓（ややままみみインフォウ）
桜崎市行きの船に現れた災獣。その正体はただの人間で、「個人記憶（パーソナル）DNA」により現れた楓の気配に災獣反応を示しただけであった。色気で相手の目を眩ませて逃走するという「モンロー作戦」を使って船の外にしがみつき、相手が船から降りるのを見計らって逃走した。

### 災獣将
樹堂（きどう）・ジュド
通称『じゅどう』。桜崎高校の臨時教員をしているが、その正体は災獣の上を行く雷型の「災獣将（サイロード）」である。ミコトたちに災獣を差し向けて力を試した。強力な災獣も一撃で破壊する強大な力を持つ。物質を電気信号に変換して別の場所で再生し、新たな物質を作り出すことができる「雷神掌握（ライジンパーム）」を使う。
シロガネ
陣奥高原のスキー場に現れた氷雪型災獣将。粗野な言動の屈強な大男で、学ランを着用している。災獣を復活させることができ、運動エネルギーの停止した空間を自由に切り取る「次元凍結（クローズドワールド）」という技を持つ。

## 読み切り
『週刊少年ジャンプ』2006年17号掲載。本作品の原型となっている。

### 登場人物
イズミ
災獣の現れた旅館の娘。優名に憧れているが、ミコトには厳しい。災獣に取り付かれていた。
イズミの兄
アキバ系で、優名にメイド服などの衣装を着せようとした。
タマキ
イズミの旅館で働いている仲居。イズミの母親と共に使い魔に襲われるが、ミコトたちに助けられる。
地震型災獣 甲冑鯰（かっちゅうなまず）
イズミに寄生していた災獣。全身を鎧のような装甲で覆った四足歩行の怪獣とナマズを合わせたような姿をしている。前足を地面に叩き付けて大地震を引き起こす。人語も話せる。鳴き声は「ズンズン」。
使い魔
甲冑鯰の使い魔で、巨大な腕と尻尾をもったナマズに似た姿をしている。